# Lijst Ratelband
De Lijst Ratelband, ook wel LijstRatelband.nl genoemd, was een Nederlandse politieke beweging, geleid door de communicatietrainer Emile Ratelband, die meedeed met de verkiezingen voor de Tweede Kamer op 22 januari 2003. De partij kreeg na oprichting veel media-aandacht maar haalde geen zetel. Nadien is de partij niet meer actief.

## Partijprogramma
De beweging werd door Emile Ratelband opgericht nadat hij op 22 november 2002 door het partijcongres van Leefbaar Nederland met een nipte meerderheid niet tot lijsttrekker werd gekozen voor de Tweede Kamerverkiezingen. Ratelband was door partijvoorzitter Jan Jetten voorgedragen als lijsttrekker. Ratelband begon daarop zijn eigen politieke beweging. Binnen een paar weken stelde Ratelband een kieslijst samen en verkreeg hij voldoende steunverklaringen om in alle 19 kiesdistricten van Nederland mee te kunnen doen met de verkiezingen.
Het programma van de Lijst Ratelband kwam er kortweg op neer dat politiek in de geest van Pim Fortuyn moest worden bedreven. Ratelband wilde zich niet te veel vastleggen op een partijprogramma, maar een dynamisch programma dat continu aangepast kon worden aan de mening van de Nederlanders. Maar later kwam hij toch met concrete ideeën, zoals het opdelen van Nederland in zelfverzorgende gemeenschappen van zo'n 25-duizend inwoners met gekozen bestuurders, strengere regels voor het krijgen van het Nederlands paspoort voor immigranten, het financieren van woon- en zorgverblijven voor ouderen in warme ontwikkelingslanden, het afschaffen van bijzonder onderwijs, kleinere scholen, het invoeren van het vak ‘omgangskunde’ op scholen, het deprivatisering van de Nederlandse Spoorwegen, teruggave van het Kwartje van Kok en een hogere AOW.
Verder streefde Ratelband naar interactieve politiek, waarbij het volk door middel van sms en internet zijn mening kon geven.

## Verkiezingen
Omdat hij de naam van zijn beweging niet meer kon registreren voor de verkiezingen, deed hij officieel mee onder de naam Lijst 16. Naast Ratelband zelf stonden onder meer Jan Jetten, Emile Esajas  en het latere VVD-Kamerlid Dennis Wiersma op de kandidatenlijst. Lijstduwer was Ratelbands eigen dochter Minou. 
Ondanks de grote bekendheid van Emile Ratelband en de bijbehorende media-aandacht, en het feit dat de beweging in alle 19 kieskringen meedeed aan de verkiezingen, haalde de beweging 9023 stemmen (0,1%). Hiermee wist de partij de kiesdeler niet te halen en werd er dus geen Kamerzetel gewonnen. Ratelband kondigde na de verkiezingen aan mee te willen doen met de verkiezingen voor de Provinciale Staten van Gelderland, maar schreef zich niet in.
In latere verkiezingen deed de lijst niet mee.